# Rotermann sóraktár
A Rotermann sóraktár (észtül: Rotermanni soolaladu) műemlék épület Tallinnban, a Rotermann-negyedben. A só raktározására szolgáló épület a 20. század elején készült mészkőből. Napjainkban múzeum és művészeti központ.

## Története
Tallinnban, a Viru tér északi oldalán 1849-ben nyitotta meg első kereskedését Christian Abraham Rotermann balti német kereskedő és iparos. A 19. század második felében vállalkozása folyamatosan nőtt, számos ipari és kereskedelmi épülettel bővült. Az ipari és kereskedelmi létesítmények a 20. század elejére már egy összefüggő városrészt alkottak (Rotermann-negyed). Ezek sorába illeszkedik a sóraktár, amelyet Christian Abraham Rotermann fia, Christian Barthold Rotermann építtetett. A terveket Ernst Boustedt balti német építész készítette. Az építkezés 1905-ben kezdődött. 1908-ba készült el az egyszintes épület, amely az importált só feldolgozására és tárolására szolgált. A sóraktár az épület alagsorában helyezkedett el.
Észtország szovjet megszállása után, 1940-ben a Rotermann cég beszüntette a tevékenységét, a sóraktárt sem használták tovább. 1945-ben államosították az épületet. Ettől kezdve a Viktor Kingissepp Gabonaipari Kombinát volt a tulajdonosa és az épületet gabonafeldolgozásra használták. Az épületben 1990-ben szűnt meg az ipari tevékenység. A Szovjetunió felbomlása után az épület magántulajdonba került.
1995-1996-ban Ülo Peil tervei alapján felújították. A belsőépítészeti tervezést Taso Mähar végezte. A rekonstrukció során az egykori sóraktárt művészeti és kulturális célra építették át. Az eredetileg egy szintű épület belső részét többszintessé alakították. 1996-ban nyílt meg az épület felső szintjén az Észt Építészeti Múzeum. Az alsó szinten az Észt Művészeti Múzeum nyitott kiállítóhelyet, ez azonban 2005-ben kiköltözött az épületből. 1997-től műemléki védettséget élvez.